# Optical burst switching

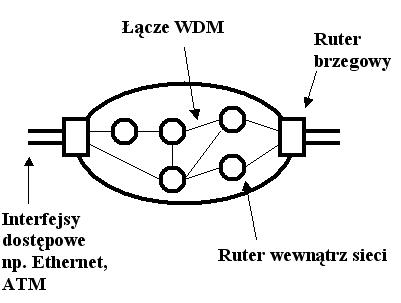
Optical

Optical burst switching (OBS), o conmutación óptica de ráfagas es un concepto de conmutación que se encuentra entre la conmutación óptica de circuitos y la conmutación óptica de paquetes.
Es una tecnología que utiliza OBS en las redes de comunicación y que se basa en evitar la conversión óptica-eléctrica y eléctrica-óptica que se necesita en cada nodo de conmutación, proceso el cual desaprovecha la gran capacidad que tienen las fibras ópticas en la transmisión de información, creando cuellos de botella en los nodos.
Éste es el mismo principio que se utiliza en la conmutación óptica de paquetes. OBS pretende mejorar el rendimiento de la red agregando varios paquetes que, por ejemplo, tengan una dirección común en una misma ráfaga, que será conmutada ópticamente en los nodos, utilizando solamente la conversión óptica-eléctrica en una cabecera común que indicará el destino de conmutación.
Inicialmente, una red óptica dinámica está implementada por la interconexión de líneas ópticas (fibras ópticas). Estas interconexiones ópticas (OXC) suelen consistir en conmutadores basados en un sistema de espejos microelectromecánicos (MEMS) distribuidos en dos o tres dimensiones, los cuales reflejan la luz que incide al conmutador a través de un puerto de entrada hacia un puerto de salida particular.
El nivel de actuación de este tipo de conmutación es a nivel de fibra óptica, de waveband (banda de longitudes de onda) o a nivel de longitud de onda. La especificidad mayor que ofrece OXC es a nivel de longitud de onda.
Este tipo de conmutación es apropiada para proporcionar caminos (lightpaths) desde un nodo a otro para diferentes clientes o servicios, por ejemplo circuitos de SDH (jerarquía digital síncrona).
OBS opera en el nivel de sublongitud de onda y está diseñado para mejorar la utilización de longitudes de onda mediante un establecimiento y liberación rápidos de las longitudes de onda/caminos ópticos para ráfagas entrantes.
En OBS, el tráfico entrante desde clientes que estén en la periferia de la red, es agregado al ingreso en la red de acuerdo a un parámetro particular (típicamente el destino, el tipo de servicio (ToS), clase de servicio (CoS) y calidad de servicio (QoS) (por ejemplo, el código apropiado de Servicios Diferenciados) ).
Por tanto, en el router frontera OBS, diferentes colas representan los diferentes destinos o clases de servicios. Por tanto, los paquetes son ensamblados en ráfagas usando un algoritmo de agregación/ensamblado basado en el tiempo o en un umbral. En algunas implementaciones, la agregación está basada en un híbrido tiempo-umbral.
De esta agregación de paquetes la ráfaga que se crea es la unidad que se maneja en la red OBS.
También es importante sobre OBS el hecho de que el procesamiento electrónico requerido se desacopla del procesamiento óptico. Por tanto, la cabecera de la ráfaga generada en la periferia de la red se envía en un canal de control separado que puede ser designado como una longitud de onda fuera de la banda de datos.
En cada conmutador, el canal de control se convierte al dominio eléctrico para el procesamiento de la información de cabecera. La información de cabecera precede a la ráfaga, que llegará tras un periodo conocido como offset, dando suficiente tiempo para que el conmutador tenga recursos disponibles antes de la llegada de la ráfaga.
Diferentes protocolos de reserva han sido propuestos y su eficacia ha sido estudiada y publicada en numerosas revistas de investigación. Obviamente, los protocolos de señalización y reserva dependen de la arquitectura de la red, capacidad de los nodos, topología de red y conectividad a nivel de red.
El proceso de reserva tiene implicación en la ejecución de OBS debido a los requisitos de almacenamiento en la periferia de la red. El paradigma de señalización símplex (en un único sentido) obviamente introduce un elevado nivel de bloqueo en la red, pues las conexiones no están garantizadas antes de enviar la ráfaga. De nuevo numerosas propuestas se han buscado para mejorar estas cuestiones.
La conmutación óptica de ráfagas se ve influida por las tecnologías disponibles tales como la velocidad de conmutación disponible de los conmutadores. Muchas interconexiones ópticas tienen tiempos de conmutación del orden de milisegundos pero requieren decenas de milisegundos para preparar la conmutación y efectuarla.
Nuevas arquitecturas en los conmutadores y mayor velocidad de los procesadores, proporcionan tiempos de conmutación del orden de microsegundos y nanosegundos, que pueden ayudar a acelerar los tiempos de procesamiento en varios ciclos de reloj.
La fase inicial en la introducción de la conmutación óptica de ráfagas estaría basada en el conocimiento del protocolo de reserva, por ejemplo señalización de dos vías: después del proceso de encapsulado de la ráfaga, basándose en una tabla de reenvío ráfagas de un destino particular son mapeados a una longitud de onda. Como la ráfaga solicita un camino a través de la red, la petición se envía por el canal de control, a cada switch, si es posible conmutar la longitud de onda, el camino se establece y se devuelve un asentimiento hacia el ingreso. Entonces, la ráfaga se transmite. En definitiva, la ráfaga se mantiene electrónicamente en la frontera y el ancho de banda y camino están garantizados antes de la transmisión. Esto reduce el montón de ráfagas tiradas. Los efectos de eliminar ráfagas puede ir en detrimento de una red tal que cada ráfaga es un conjunto de paquetes IP los cuales podrían llevar mensajes de notificación de actividad entre routers IP. Si se pierden, el router IP podría verse forzado a retransmitir y reconverger.
Del plano de control GMPLS, las tablas de reenvío se usan para mapear las ráfagas y de la base MPLS (Multi protocol label switching) las señales PATH y RESV se usan para solicitar un camino y confirmarlo respectivamente.
Este es un proceso de señalización de dos vías que puede ser ineficiente en términos de utilización de la red. Sin embargo, para el tráfico a ráfagas creciente, el OBS convencional es la opción preferida.
En OBS convencional, se utiliza la señalización de una vía, como se mencionó anteriormente.
La idea es mantener la ráfaga en la periferia de la red durante un periodo de offset, mientras la cabecera de control atraviesa la red preparando los switches, tras lo cual la ráfaga sigue inmediatamente sin confirmación de la preparación del camino.
La probabilidad de que las ráfagas se eliminen crece, pero mecanismos de resolución de la congestión pueden usarse para asegurar que están disponibles recursos alternativos para la ráfaga si el conmutador está bloqueado (siendo usados por otra ráfaga los puertos de entrada y salida).
Un ejemplo de solución de la congestión es la desviación de ruta, donde las ráfagas bloqueadas son dirigidas hacia un puerto alternativo hasta que el puerto solicitado está disponible. Esto requiere almacenamiento óptico que es implementado inicialmente mediante fibras ópticas de retardo.
La señalización de una vía hace más eficiente el uso de la red, pudiendo reducirse la probabilidad de bloqueo mediante el incremento del periodo de offset.
De este modo se incrementa también la probabilidad de que los recursos del conmutador estén disponibles para la ráfaga.
- Datos: Q7098837